# Páncélba zárt szellem (film, 2017)
A Páncélba zárt szellem (eredeti cím: Ghost in the Shell) 2017-ben bemutatott amerikai sci-fi akciófilm, melyet Rupert Sanders rendezett, a főszerepben Scarlett Johansson, Kitano Takesi, Michael Pitt, Pilou Asbæk, Chin Han és Juliette Binoche látható. A film a japán Ghost in the Shell című manga adaptációja, azonban a történet nagy része eltér az eredetitől.

## Cselekmény
Mira Killian őrnagy különleges kiborg, amit a Hanka Robotics cég fejlesztett ki: teljesen szintetikus testbe helyezett emberi elme. Az őrnagy nem emlékszik múltjára, csak kép- és hangfoszlányok sejlenek fel előtte. A 9-es részleg nevű egységnél dolgozik, feladata kiberterroristák felkutatása és megsemmisítése. A Hanka Robotics több magas beosztású dolgozója ellen merényletet követ el egy Kuze nevű ismeretlen terrorista, az őrnagy pedig útnak indul, hogy felderítse a kilétét. Váratlanul azonban saját múltjával kell szembenéznie, miközben folyamatosan vívódik emberi érzései és kibernetikus lénye között.

## Szereplők
| Szerep                                 | Színész            | Magyar hang        | Magyar hang           |
| Szerep                                 | Színész            | 1. szinkron (2017) | 2. szinkron (2019)    |
| -------------------------------------- | ------------------ | ------------------ | --------------------- |
| Mira Killian őrnagy / Kuszanagi Motoko | Scarlett Johansson | Bánfalvi Eszter    | Csondor Kata          |
| Batou (Bató)                           | Pilou Asbæk        | Szabó Győző        | Varga Rókus           |
| Kuze                                   | Michael Pitt       | Fehér Tibor        |                       |
| Dr. Ouelet                             | Juliette Binoche   | Györgyi Anna       | Hámori Eszter         |
| Aramaki Daiszuke                       | Kitano Takesi      | japán nyelven      | Forgács Gábor         |
| Togusa                                 | Chin Han           | Zámbori Soma       | Pálmai Szabolcs       |
| Isikava                                | Lasarus Ratuere    | Pál András         |                       |
| Ladriya                                | Danusia Samal      | Trokán Nóra        |                       |
| Cutter                                 | Peter Ferdinando   | Rátóti Zoltán      | Gubányi György István |
| Hairi                                  | Momoi Kaori        | Kubik Anna         | Menszátor Magdolna    |
| Dr. Dahlin                             | Anamaria Henshall  | Ősi Ildikó         | Czirják Csilla        |
| Lia                                    | Adwoa Aboah        | Németh Kriszta     |                       |
| Pazu                                   | Tricky             | Beratin Gábor      |                       |
| Tony                                   | Pete Teo           | Rába Roland        |                       |

## Kritikai visszhang
A film megjelenése előtt nagy kritikai visszhangot váltott ki Johansson kiválasztása a főszereplő, Kuszanagi Motoko szerepére; az anime rajongói közül sokan úgy vélték, ez a hollywoodi „whitewashing” egyik tipikus példája. Az 1995-ös eredeti anime-film rendezője, Osii Mamoru azonban úgy véli, nincs ilyesmiről szó, Kuszanagi szintetikus testének ugyanis nincs nemzetisége: „A Kuszanagi Motoko név és a [szereplő] teste nem az eredeti neve és teste, nincs mire alapozni, hogy feltétlenül ázsiai színésznőnek kell eljátszania. Még ha az eredeti teste (ha feltételezzük, hogy volt olyan) japán is volt, ez akkor is igaz marad.”
Sajó Dávid a Cinematrixtól úgy vélte, a film ugyan rendkívül látványos, a utóbbi évek egyik legjobb minőségű CGI-animációjával, azonban nem sikerült az eredeti manga és anime által boncolgatott filozófiai kérdéseket kifejtenie: „Való igaz, a mély filozófiai rész szinte teljesen kiveszett a GitS-ből, ironikus módon pont a szellem hiányzik belőle, amit páncélba zártak. De közben igenis van szó arról, hogy Scarlett Johansson a léte elviselhetetlen nehézségén vívódik, és folyamatosan megkérdőjelezi saját emberi mivoltát, miközben az egyik pólus igyekszik ezeket a gondolatokat elhessegetni, a másik meg pont ráerősít.”